# Mona Harry

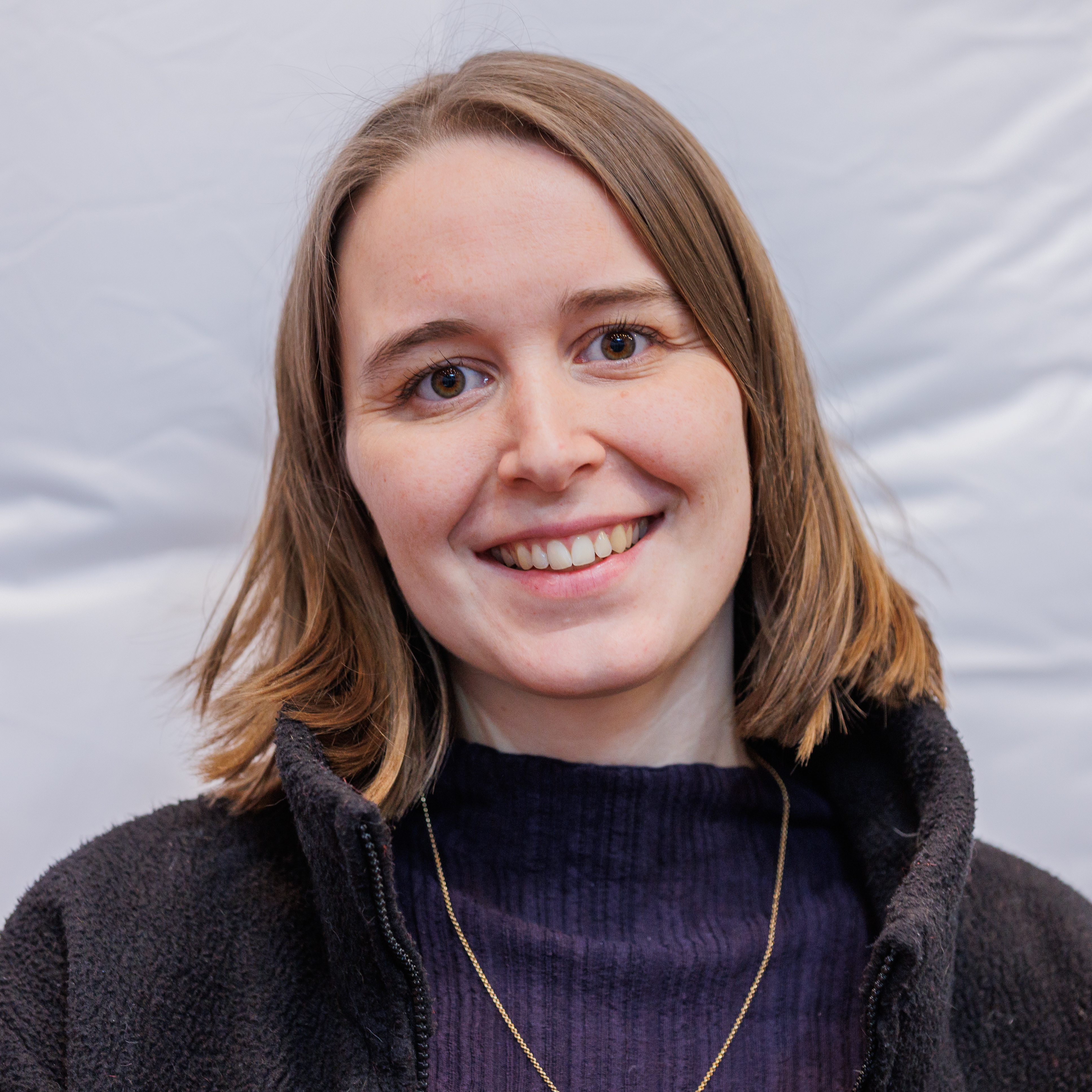
Mona Harry (2025)

Mona Harry (* 12. Oktober 1991 in Henstedt-Ulzburg) ist eine deutsche Autorin, Poetry Slam Poetin und Illustratorin.

## Leben
Aufgewachsen ist Mona Harry in Hamburg und Ahrensburg. Das Master-Studium in Kunst und Philosophie absolvierte sie in Hamburg an der Hochschule für bildende Künste Hamburg und an der Universität Hamburg. Seit Ende 2011 ist sie auf Poetry-Slam-Bühnen im deutschsprachigen Raum aktiv, hatte Auftritte auf der Leipziger Buchmesse und für das Goetheinstitut. Sie lebt in Kiel.

## Schaffen
Mona Harry arbeitet frei als Autorin und Illustratorin verschiedener Bücher. Seit 2018 veröffentlicht sie im KJM Buchverlag.
Mit Videos ihres Textes „Liebeserklärung an den Norden“ wurde Mona Harry bekannt. 2015 stand sie damit im Finale der deutschsprachigen Meisterschaften im Poetry Slam. 2019 trat sie mit dem Beitrag „Liebeserklärung an den Norden“ in der NDR Talk Show bei den Feierlichkeiten zum Mauerfall-Jubiläum, und auch beim 40. Jubiläum in der NDR Talkshow auf.
Mona Harry ist Mitglied der Lesebühne „Irgendwas mit Möwen“ in Kiel. 2021 wurde sie Landesmeisterin im Poetry Slam Schleswig-Holstein.
Seit 2015 arbeitet sie im Bereich der kulturellen Bildung als freie Kunstvermittlerin mit verschiedenen Institutionen wie dem Landesinstitut für Lehrerbildung und Schulentwicklung und dem Altonaer Museum zusammen. Sie leitet Workshops und Fortbildungen in den Bereichen kreatives Schreiben und Kunstvermittlung. Unterstützt vom Friedrich-Bödecker-Kreis in Schleswig-Holstein veranstaltet sie interaktive Lesungen in Grundschulen. Für die Dauer-Ausstellung Wunderkammer im Altonaer Museum fertigte sie Bilder und Objekte an und war an der Erarbeitung des pädagogischen Konzeptes beteiligt.

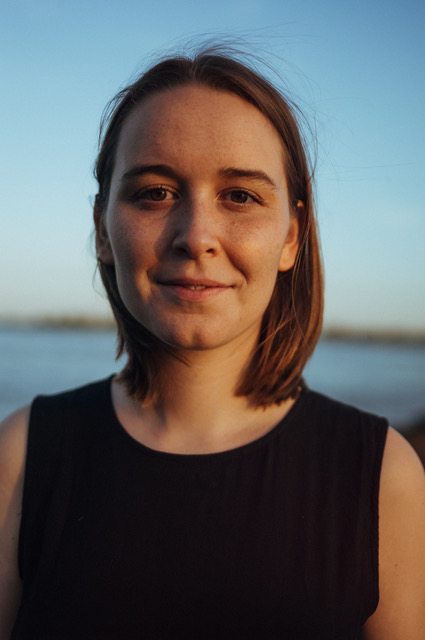
Mona Harry (2020)

## Publikationen
- Die Dinge & wir, KJM Buchverlag, Hamburg 2021, ISBN 978-3-96194-159-9
- Norden und andere Richtungen, KJM Buchverlag, Hamburg 2018, 2020, ISBN 978-3-96194-094-3
- Mutproben, KJM Buchverlag, Hamburg 2018, 2020, ISBN 978-3-96194-127-8
- Hamburg und andere Gelegenheiten, KJM Buchverlag, Hamburg 2019, ISBN 978-3-96194-065-3
- Irgendwas mit Möwen, von Michel Kühn (Herausgeber), Björn Högsdal (Herausgeber), Mona Harry (Herausgeber) KJM Buchverlag, Hamburg 2019, ISBN 978-3-96194-082-0
- Die Dinge und wir, KJM Buchverlag, Hamburg 2021, ISBN 978-3-96194-159-9

- Lautstärke ist weiblich, Satyr Verlag, Berlin 2017 Anthologie, ISBN 978-3-944035-91-8
- Die Poetry Slam Fibel 2.0, Satyr Verlag, Berlin 2020 Anthologie, ISBN 978-3-947106-45-5

## Auszeichnungen
Mona Harry erhielt 2020 im Rahmen des Kunstpreis des Landes Schleswig-Holstein den Förderpreis.